# Vic Buckingham
Vic Buckingham (ur. 23 października 1915 w Greenwich, zm. 26 stycznia 1995 w Chichesterze) – angielski piłkarz i trener piłkarski. Jako szkoleniowiec w Anglii prowadził West Bromwich Albion, Sheffield Wednesday i Fulham FC. W Ajaksie Amsterdam, w którym pracował dwukrotnie w latach 1959–61 i 1964–65, był jednym z pionierów koncepcji "futbolu totalnego" oraz odkrywcą talentu Johana Cruyffa. Później był trenerem Sevilli, a w latach 1969–1971 Barcelony, z którą w 1971 roku zdobył Puchar Króla Hiszpanii.

## Kariera piłkarska
Grał na pozycji defensywnego pomocnika. W barwach Tottenhamu Hotspur, w którym występował od 1935 do 1949 roku, rozegrał 230 meczów. Jako zawodnik "Spursów" w 1949 roku zakończył piłkarską karierę.

## Kariera szkoleniowa

### Sukcesy szkoleniowe
- Puchar Anglii 1954 z West Bromwich Albion
- mistrzostwo Holandii 1960 i Puchar Holandii 1961 z Ajaksem Amsterdam
- wicemistrzostwo Hiszpanii 1971 i Puchar Hiszpanii 1971 z FC Barceloną[1]